# Vụ đánh bom bang Borno tháng 9 năm 2015
Vào tối ngày 20 tháng 9 năm 2015, một loạt các vụ đánh bom diễn ra tại Maiduguri và Monguno, Nigeria, làm ít nhất 145 người thiệt mạng và ít nhất 97 người khác bị thương. Thương vong đa số diễn ra tại Maiduguri, nơi bốn vụ nổ giết chết ít nhất 117 người.

## Những vụ nổ

### Tại Maiduguri
Khoảng 7:30 p.m. theo giờ địa phương (18:30 UTC) ngày 20 tháng 9, bốn vụ đánh bom đã diễn ra ở  Maiduguri, thủ phủ và thành phố lớn nhất của bang Borno ở đông bắc Nigeria, trong khoảng 20 phút, làm ít nhất 54 người thiệt mạng. Đây là vụ tấn công lớn nhất ở thành phố này kể từ ngày 7 tháng 3 năm 2015, khi một loạt các vụ đánh bom liều chết liên quan đến nhóm Hồi giáo cực đoan Boko Haram giết chết 58 người.
Một kẻ đánh bom tự sát cài thiết bị nổ tự tạo (IED) tại một nhà thờ Hồi giáo trong phạm vi Ajilari, giết chết ít nhất 43 người. Hai vụ nổ đã xảy ra tại một khu chợ trong thành phố sau khi trong khi một số phần tử nổi dậy khác ném IED vào một trung tâm đông người làm ít nhất 11 người thiệt mạng cũng có thể nhiều hơn 15 người. Vụ đánh bom thứ tư diễn ra tại một trung tâm trò chơi. Phát ngôn viên cảnh sát Victor Isuku cho biết ít nhất 97 người bị thương Ngày 2 tháng 9, những bệnh viện địa phương cho biết 117 người đã chết, với 72 người tại  bệnh viện trường Đại học Maiduguri và 45 tại Bệnh viện Chuyên khoa Bang Borno.

### Tại Monguno
Khoảng hai giờ sau vụ đánh bom ở Maiduguri, hai quả bom cũng đã phát nổ tại một trạm kiểm soát gần khu chợ ở thành phố Monguno, cách Maiduguri khoảng 135 km (84 mi) về phía bắc, làm ít nhất 28 người thiệt mạng.